# Зенденхорст
Зенденхорст (нем. Sendenhorst) — город в Германии, в земле Северный Рейн-Вестфалия.
Подчинён административному округу Мюнстер. Входит в состав района Варендорф.  Население составляет 13 236 человек (на 31 декабря 2010 года). Занимает площадь 96,66 км². Официальный код  —  05 5 70 040.